# 世通公司

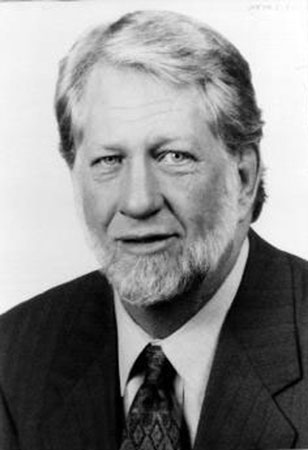
Bernard Ebbers曾经叱咤商场，最后以经济犯罪判刑收尾

世界通讯公司（WorldCom）是一家美国的通讯公司，于2003年破产。在2006年1月被Verizon以76亿美元收购，重组成为其属下的事业部门。目前公司已更名为MCI有限公司，总部位于维吉尼亚州。 
世通公司经历了美国电信业半个世纪以来的风风雨雨：它曾推动了美国反垄断的立法进程，这导致了AT&T的被分拆；它对MCI的收购及其后报出的会计丑闻反映了20世纪90年末互联网泡沫中电讯业的躁动不安。
世通公司一度是仅次于AT&T的美国第二大长途电话公司，这归功于其对其他电信公司的收购，其中最为人知的是对MCI以及美国互联网骨干Tier 1 ISP UUNET的收购。

## 歷史

### 成立和发展
1983年，LDDS公司在密西西比州首府杰克逊成立，公司名字意为“长途话费优惠服务”（Long Distance Discount Services）。1985年，公司推举伯纳德·埃伯斯（Bernard Ebbers）为其首席执行官，1989年8月，公司在收购Advantage公司后上市。1995年，公司更名为LDDS世通，随后简化为世通。
20世纪90年代，公司规模通过一系列的收购迅速膨胀，并在1998年收购MCI后达到顶峰。

### 收购MCI
1997年11月10日，世通与MCI通信公司对外宣布了价值370亿美元的合并计划，创出当时美国收购交易的历史纪录。1998年9月15日，新公司MCI世通正式营业。

### 兼并Sprint
1999年10月5日，MCI世通与Sprint公司宣布将以1290亿美元合并，再创纪录。合并后的公司将一举成为史上规模最大的通讯公司，从而将AT&T从此宝座拉下。但该项交易因触犯反垄断法而未获美国及欧盟批准。2000年7月13日，两家公司终止收购计划，但MCI世通仍在随后再次更名为世通。

### 财务丑闻
伴随手中世通股票价格高企，首席执行官Bernard Ebbers成为商界富豪。他用这些股票向银行融资以从事个人投资（木材、游艇，等等）。然而，在公司收购MCI后不久，美国通信业步入低迷时期，2000年对SPRINT的收购失败更使公司发展战略严重受挫。从那时起，公司的股价开始走低，Ebbers不断经受来自贷款银行的压力，要他弥补股价下跌带来的亏空。2001年中，Ebbers请求公司董事会向他的个人生意提供贷款以及担保，总金额超过4亿美元，未果，他本人亦于2002年4月被公司解职。 
从1999年开始，直到2002年5月，在公司财务总监斯科特·苏利文（Scott Sullivan）、审计官〈Comptroller〉David Myers和总会计师〈Director of General Accounting〉Buford “Buddy” Yates的参与下，公司采用虚假记账手段掩盖不断恶化的财务状况，虚构盈利增长以操纵股价。他们主要采用两种手段进行财务欺诈：
1. 少记“线路成本”（与其他电信公司网络互连所产生的费用），将这部分费用计入固定资产。
2. 假造“企业未分配收入”科目虚增收入。

在2002年6月的一次例行的资本支出检查中，公司内部审计部门发现了38.52亿美元数额的财务造假，随即通知了外部审计毕马威（毕马威当时新近接替安达信成为公司的外部审计）。丑闻迅即被揭开，苏利文被解职，Myers主动辞职，安达信收回了2001年的审计意见。美国证券交易委员会于2002年6月26日发起对此事的调查，发现在1999年到2001年的两年间，世通公司虚构的营收达到90多亿美元；截至2003年底，公司总资产被虚增约110亿美元。
世通的财务舞弊手法大致有：滥用准备金、夸大资本支出、分摊收购成本、蓄意低估商誉、随意提固定资产减值以虚增未来经营业绩和借会计准则变化之机进行巨额冲销。

### 破产
2002年7月21日，公司申请破产保护，成为美国历史上最大的破产保护案。2003年4月14日，公司更名为MCI，将总部从密西西比迁至维吉尼亚州。根据破产重组计划，公司向SEC支付总额75亿美元的现金和新公司股票，用以偿付受欺骗的投资者。

### 破产后
重组后的公司负债57亿美元，拥有资金60亿美元，这60亿美元中的一半将用于赡后诉讼及清算。破产前公司的债券以一美元兑35.7美分获偿，而股票投资者则血本无归。
许多小债主苦等两年多也没有收回自己的本钱，其中包括许多前公司雇员。
2005年2月14日，Verizon通信公司宣布以76亿美元收购MCI。
2005年3月15日，Bernard Ebbers被判犯有欺诈、共谋、伪造罪，获刑25年监禁，Ebbers于2006年9月开始服刑，时年64岁。
该公司其他涉案人员，亦被裁定有罪。